# 郑顺景
郑顺景（1970年11月3日—2021年1月17日），香港人，曾任特斯拉中国区首任总经理，毕业于香港中文大学。1992年毕业于香港中文大学工商管理系，曾就职于英之杰、太古、捷成等汽车集团。2003年进入大昌行集团，就任宾利中国业务部经理，2008年升为宾利中国业务总监，2011年升为宾利中国副总经理。2013年3月，加入特斯拉，任职中国区总经理，曾被称为埃隆·马斯克的“中国战友”，2014年3月31日，从特斯拉离职。2017年加入摩拜单车，任首席营销官，主要负责市场营销工作。2021年1月17日下午，去世。